# 伯夷・叔斉
伯夷（はくい）・叔斉（しゅくせい）は、古代中国・殷代末期の孤竹国（現在地不明、一説に河北省唐山市周辺）の公子の兄弟である。
高名な隠者で、儒教では聖人とされる。
一説には兄弟の姓は子、氏は墨胎、伯夷の諱は允・字は公信、叔斉の諱は致・字は公達で、夷・斉はそれぞれの諡であるとされる。なお、伯・叔は共に長幼の序列を示す字である。

## 略歴
伯夷が長男、叔斉は三男である。父の亜微から弟の叔斉に位を譲ることを伝えられた伯夷は、遺言に従って叔斉に位を継がせようとした。しかし、叔斉は兄を差し置いて位に就くことを良しとせず、あくまで兄に位を継がそうとした。そこで伯夷は国を捨てて他国に逃れた。叔斉も位につかずに兄を追って出国してしまった。国主不在で困った国人は次男の仲馮を主君に立てた。
流浪の身となった兄弟は、周の西伯昌（文王）の良い評判を聞いて周へ向かった。しかし、周に到着したときにはすでに西伯は亡くなっており、息子の姫発（武王）が、（太公望）呂尚を軍師に立て、悪逆で知られた帝辛（殷の紂王）を滅ぼそうと軍を起こし、殷に向かう途中だった。兄弟は道に飛び出し、馬を叩いて姫発の馬車を止め「父上が死んで間もないのに戦をするのが孝と言えましょうか。主の紂王を討つのが、仁であると申せましょうか!」と諌めた。周囲の兵は怒り兄弟を殺そうとしたが、呂尚は「手出しをするな! 正しい人たちだ」と叫び、兄弟を去らしめた。
戦乱ののち殷は滅亡し、武王が新王朝の周を立てた後、兄弟は周の粟（穀物）を食む事を恥として周の国から離れ、首陽山に隠棲してワラビやゼンマイを食べていたが、最後には餓死した。死に臨んで、下の詩を残したとされる。

### 采薇の歌
餓死の直前に作ったとされる。武王が紂王を放伐して天下を制したことを非難し、太古の有徳の王を懐かしんだ歌。詩経には載っておらず、逸詩といわれる。
書き下し文
現代語訳

## 評価
死後、儒教の聖人として扱われる。孔子は『論語』において、伯夷・叔斉は事を憎んで人を憎まない人であるから怨みを抱いて死んだのではない、と評価している。「伯夷叔斉、旧悪を念（おも）はず、怨みは是（こ）れ用ゐて希（まれ）なり」（公冶長第五）。また、「古の賢人なり」と評したうえで、「仁を求めて仁を得たり、又た何をか怨まん」としている（述而第七）。
しかし、司馬遷は『史記』において采薇の歌を挙げ、彼らは怨みを抱いて死んだのではないかとして、正しい人が不幸な目にあうことを疑問に思い、伯夷列伝を『史記』列伝の筆頭に置いて『史記』を貫く大テーマのひとつともいえる「天道是か非か」を問いかける題材にあげている。後花園天皇は長禄・寛正の飢饉の際に、臨死の際の詩の「首陽山」を引用し足利義政を諌める漢詩を読んだ。徳川光圀は18歳のころに読んだ伯夷列伝に感銘を受け、自分と兄（松平頼重）の関係に重ね合わせ、それまでの蛮行を改め、学問を目指すきっかけとなり、『大日本史』編纂、さらには水戸学の端緒となった。
孟子は、伯夷について次のように語っている。「伯夷は其の君に非ざれば事えず、其の友に非ざれば友とせず、悪人の朝に立たず、悪人と言わず」。
最後にこのことを「伯夷は隘（こころせま）し」と評している（公孫丑上）。また別の篇では「伯夷の風を聞く者は、頑夫も廉に、懦夫も志を立つる有り」と述べ、聖之清者、百世之師であると称賛もしている（萬章下・盡心下）。